# Rosemarie Poiarkov

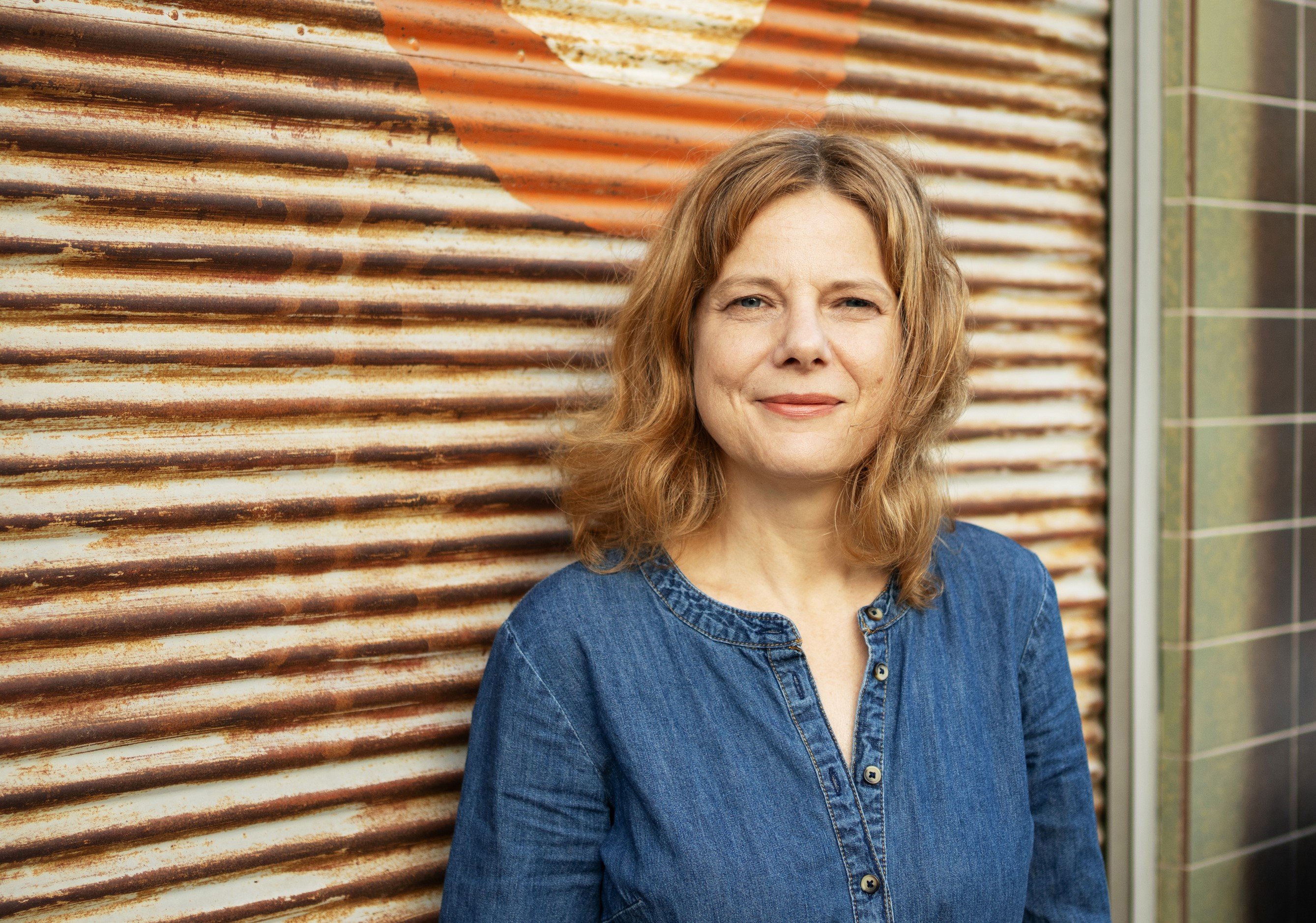
Rosemarie Poiarkov (2023)

Rosemarie Poiarkov (* 9. Juni 1974 in Baden bei Wien als Rosemarie Wandl) ist eine österreichische Schriftstellerin.

## Leben
Rosemarie Poiarkov wuchs in Baden bei Wien auf. Sie studierte Philosophie, Germanistik und Politikwissenschaft  in Wien, wo sie auch lebt.
Nach und neben Tätigkeiten als Journalistin und Trainerin für Deutsch als Fremdsprache arbeitet sie heute vorrangig als Autorin (Prosa, Theatertexte, Hörspiele), macht Dramaturgie- und Textarbeit für Theater-Performances (regelmäßige Zusammenarbeit mit Oleg Soulimenko) und leitet Workshops an Schulen.

## Publikationen
- Eine CD lang. Liebesgeschichten. Wien: Zsolnay, 2001.
- Wer, wenn nicht wir. Erzählung. Wien: Czernin, 2007.
- küchenliegen. Theaterstück. Alexandria: The Creative Forum for Independent Theater Groups, 2008.
- Jakob und Ingxenie. Kinderbuch. Illustrationen von Michaela Weiss. Weitra: Bibliothek der Provinz, 2015.
- Aussichten sind überschätzt. Roman. Salzburg: Residenz Verlag, 2017.
- Rote Zitronen. Jugendroman. Illustrationen von Susie Flowers. Wien: Edition fabrik.transit, 2023.

## Theatertexte
- küchenliegen. UA: Drama X, Wien 2004, Regie: Paola Aguilera.
- Katharina macht mal halblang. UA: Drama X, Wien 2006, Regie: Rosemarie Poiarkov.
- Matti – Runter kommen alle. UA: brut Wien, Wien 2008, Regie: Lena Wicke-Aengenheyster, Rosemarie Poiarkov.

## Hörspiele
- Fuchs & Schnell (Radiokrimi-Serie von Kunstradio), Folgen 13 – 15, ORF 2007.[3]
- Matti spring, ORF 2010.[4]
- Made in Austria, gemeinsam mit Oleg Soulimenko, Autorenproduktion für den ORF 2015.[5]
- Bloom Blum Baby. Radio-Musical, gemeinsam mit Jasmin Hoffer, Mathias Lenz und Oleg Soulimenko im Kunstradio, ORF 2017.[6]
- Dreams and Tears of Anna Karenina (What Tolstoy didn't write). Radio-Musical, von Jasmin Hoffer und Oleg Soulimenko; Mitarbeit gemeinsam mit Gustavo Petek. Kunstradio, ORF 2019.[7]

## Auszeichnungen/Stipendien
- 2001 Stipendium des Stadtsenats Berlin im LCB
- 2003 Alfred-Gessweinpreis für Reiseliteratur
- 2010/2011 Projektstipendium für Literatur, BMUKK
- 2014/2015 Stipendium der Literar-Mechana
- 2017 Buchprämie der Stadt Wien für „Aussichten sind überschätzt“
- 2020/21 Projektstipendium des BMKÖS
- 2025 Dramatik-Stipendium der Stadt Wien[8]

## Ausbildung
2014-2016 Ausbildung zur Theaterpädagogin am IFANT Wien